# Optična pinceta
Optična pinceta (tudi laserska pinceta ali optična past) je naprava za natančno premikanje in držanje majhnih delcev (tipično velikosti mikrometra). Na delec, katerega lomni količnik je večji od lomnega količnika okolice, deluje močno fokusiran laserski snop pincete s privlačno silo, ki delec ujame in ga drži približno v gorišču snopa. Sila, s katero deluje optična pinceta na delec, je tipično velikosti pikonewtona, zaznavamo pa lahko premike, ki so večji od 0,1 nm v 1 s dolgem časovnem oknu. Naprava je zato zelo uporabna pri raziskavah bioloških sistemov ter koloidov.

## Zgodovina
Misel, da lahko svetloba na delce deluje s silo, ni tako nenavadna, če si svetlobo predstavljamo kot množico fotonov, od katerih vsak poseduje gibalno količino. Ko se svetloba odbija od teles ali se na njih siplje, se ji spremeni gibalna količina. Ker pa se celotna gibalna količina ohranja, se mora razlika, ki nastane pri odboju ali lomu svetlobe, prenesti na delec, ki na ta način občuti silo. Prvi je o tem, da svetloba ustvarja tlak razmišljal James Clerk Maxwell leta 1873, eksperimentalno pa ga je dokazal Peter Nikolajevič Lebedjev leta 1901. 
Kljub temu velja za očeta optične pincete ameriški fizik Arthur Ashkin, ki je leta 1970 v reviji Physical Review Letters objavil članek, v katerem je opisal tehniko ujetja majhnih dielektričnih objektov reda velikosti mikrometer v fokusiranem laserskem snopu. Predvidel je tudi možnost ujetja posameznih atomov in molekul. To je uspelo Stevenu Chuju leta 1986, za kar je leta 1997 prejel Nobelovo nagrado za fiziko, Ashkin pa je za odkritje optične pincete prejel to nagrado leta 2018.
V poznih osemdesetih je Ashkin prvič uporabil optično pinceto za proučevanje bioloških sistemov. S pinceto je ujel virus tobačnega mozaika ter bakterijo Escherichia coli in opazil, da bakterije preživijo ujetje in so se v ujete s pinceto celo delile. Pri tem je najprej uporabil svetlobo v zelenem delu vidnega spektra, nato pa v infrardečem. Večina laserskih pincet danes uporablja laserje z valovno dolžino tipično približno 1 mikrometer. 
V devetdesetih letih so raziskovalci kot Carlos Bustamante začeli uporabljati lasersko pinceto za meritev sile med posameznimi biološkimi molekulami, za razvijanje proteinov, za določanje elastičnosti molekule DNK ter za proučevanje kinematike molekularnih motorjev. Leta 2003 je bila pinceta prvič uporabljena za sortiranje celic, saj se le te med seboj ločijo po elastičnih lastnostih. Za uporabno se je izkazala tudi v raziskavi citoskeleta, merjenju viskoelastičnih lastnosti biopolimerov ter študijah premikanja celic.
Naprava se uporablja tudi pri raziskavah koloidnih sistemov, saj omogoča preprosto manipuliranje s koloidnimi delci ter merjenje interakcij med njimi v različnih medijih.

## Delovanje
V laserski pinceti uporabimo močno fokusiran laserski snop. V najožjem delu laserskega snopa pride tako do velikega gradienta električne poljske jakosti, ki deluje na dielektrične delce s silo v smeri močnejšega polja. Najmočnejše polje je ravno na sredini grla, kjer ostane delec ujet. Poleg te gradientne sile deluje na delec še sila svetlobnega tlaka. Zato natančno gledano delec ni ujet točno na sredini najožjega dela snopa, temveč je malo odmaknjen v smeri širjenja svetlobe.
Natančnejša fizikalna razlaga delovanja optične pincete je odvisna od velikosti delca v primerjavi z valovno dolžino svetlobe, s katero lovimo delce. V primeru, ko so dimenzije delca veliko večje od valovne dolžine svetlobe, lahko pojav razložimo z geometrijsko optiko.  Če pa je valovna dolžina svetlobe mnogo večja od velikosti delca, moramo za razlago uporabiti pristop z električnim dipolom.

### Razlaga z geometrijsko optiko
V režimu geometrijske optike obravnavamo svetlobo kot množico vzporednih žarkov, ki se lomijo in odbijajo po lomnem oziroma odbojnem zakonu. Vpadnemu žarku se po lomu spremeni smer, torej tudi gibalna količina. Ker dielektrični objekt spremeni gibalno količino svetlobnemu žarku, pomeni, da je tudi objekt deležen enake spremembe gibalne količine v nasprotni smeri, saj se le-ta ohranja. Rezultanta sil na dielektrični delec tako vedno kaže proti gorišču.
Tipičen intenzitetni profil laserskega snopa, ki ga uporabljamo za optično pinceto, je Gaussov, kar pomeni, da je intenziteta največja ravno na osi. Gibalna količina žarka pri osi je zato večja od gibalne količine žarka, ki je stran od osi (glej sliko (a)). Močnejšo obosni žarek se tako odklanja na levo in s seboj odnese večjo gibalno količino kot tisti, ki se odklanja na desno. Zakon ohranitve gibalne količine zahteva, da se razlika prenese na dielektrično kroglico, na katero bo delovala sila, ki kaže v smeri proti osi laserskega snopa. 

### Pristop z električnim dipolom
Če želimo obravnavati delec, ki je znatno manjši od valovne dolžine svetlobe, je izpolnjen pogoj za Rayleighov režim. V tem primeru delec obravnavamo kot točkast električni dipol v nehomogenem električnem polju {\displaystyle E}. Izračunamo lahko silo, ki deluje na tak dipol:
{\displaystyle \mathbf {F} ={\frac {1}{2}}\alpha \nabla E^{2},}
pri čemer je {\displaystyle \alpha } polarizabilnost. Sila kaže v smeri gradienta kvadrata električne poljske jakosti, kar je spet proti grlu laserskega snopa. 

## Kalibracija optične pincete
Za kvantitativne meritve z optično pinceto je potrebno silo, ki deluje na delec, pred meritvijo umeriti. Praviloma izvajamo meritve tako, da se delec le malo odmika od centra pasti in je zato sila, ki deluje na delec, sorazmerna z odmikom od ravnovesne lege. Lahko si torej predstavljamo delec pripet na vzmet, ki sledi Hookovem zakonu. Najenostavnejši način umerjanja optične pincete je z opazovanjem Brownovega gibanja delca, ki je ujet v pasti. Z merjenjem povprečnega kvadrata odmika lahko po ekviparticijskem izreku določimo konstanto pasti. Drug pristop, ki prav tako temelji na Brownovem gibanju ujete kroglice, je preko spektra fluktuacij delca.

## Postavitev
Postavitev optične pincete praviloma vsebuje naslednje komponente: laser, optični sistem leč, sistem za premikanje optične pasti, mikroskopski objektiv, ki ustvari optično past v ravnini vzorca, ter detektor lege, to je po navadi CCD kamera ali kvadrantna fotodioda. Za delo z biološkimi vzorci praviloma izberemo Nd-YAG laser pri valovni dolžini 1064 nm. S tako izbiro zmanjšamo absorpcijo svetlobe v vodi in s tem zmanjšamo segrevanje, ki bi lahko poškodovalo vzorec.
Ena najpomembnejših komponent pri laserski pinceti je objektiv. Za stabilno past je potrebna gradientna sila, ki je zelo odvisna od numerične aperture objektiva. Tipične vrednosti numerične aperture objektivov, ki jih uporabljamo za optične pincete, se gibljejo med 1,2 in 1,4.
Za laserjem je optični sistem, ki razširi laserski žarek, iz njega pa svetloba vpada na mehanizem za usmerjanje laserskega snopa. 
Vloga dikroična zrcala, ki prepušča vidno svetlobo, lasersko (infrardečo) pa odbija, je, da usmeri žarek v objektiv mikroskopa. Na drugi strani je osvetlitev, ki omogoča, da informacijo o vzorcu preberemo s CCD kamero, ki je postavljena za dikroičnim zrcalom. 
Na podlagi vrste mehanizma, ki ga uporabimo za usmerjanje laserskega snopa, ločimo različne izvedbe laserske pincete. Možnosti za implementacijo usmerjanja je veliko, najpreprostejša je z odbojem laserskega žarka od premičnega ogledala, ali loma skozi premično lečo. Ti načini kontrole laserskega žarka so zelo počasni, njihova največja pomanjkljivost pa je, da lahko z njimi ustvarimo le eno optično past naenkrat, kar pa pogosto ni dovolj. Druga možnost premikanja optične pasti je s pomočjo akusto-optičnega deflektorja. Svetlobni žarek se na razredčinah in zgoščinah zvočnega valovanja, ki ga vzbudimo v kristalu, uklanja, saj spremenljiv lomni količnik kristala deluje kot uklonska mrežica. Žarek se ukloni v smeri, za katere je izpolnjen Braggov pogoj. Tretji način premikanja optične pincete je s pomočjo holograma. Njegova glavna prednost je, da omogoča delo v treh dimenzijah, njegova glavna slabost pa je počasna odzivnost.